# Амбасада Србије у Сједињеним Америчким Државама
Амбасада Србије у Сједињеним Америчким Државама је дипломатска мисија Србије у Сједињеним Америчким Државама. Амбасада се налази на адреси 1333 16th St NW, у градској четврти Дупонтов круг Вашингтона. Тренутни амбасадор Србије у Сједињеним Америчким Државама је Марко Ђурић од 8. октобра 2020. године.